# Lyda Borelli

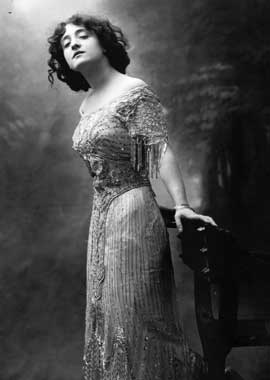
Lyda Borelli fotograferad av Mario Nunes Vais.

Lyda Borelli, född 22 mars 1887 i La Spezia , död 2 juni 1959 i Rom, var en italiensk skådespelare med en kort men framgångsrik karriär inom stumfilmen som bland annat resulterade i att hon i Italien räknas som en av filmens första och största divor.

## Biografi

### De tidiga åren
Lyda Borelli föddes som dotter till två skådespelare, Napoleone Borelli och Cesira Banti, som vid tiden för Lydas födelse och större delen av hennes barndom tillhörde ett kringresande teatersällskap. Hennes skolgång skedde till största delen i ett katolskt internat i Florens medan hennes föräldrar reste runt i norra Italien och spelade teater. Lyda hade en äldre syster, Alda Borelli, som också blev skådespelare.

### Teaterscenen
Lyda Borelli debuterade på teaterscenen 1901 i pjäsen La fortuna av Alfred Capus. Hon rekryterades 1904 till ett av tidens ledande teatersällskap Talli-Gramatica-Calabresi där hon fick arbeta med etablerade stjärnor som Virgilio Talli, Irma Gramatica och Oreste Calabrese. Där fick hon sin första större i roll som Favetta i Gabriele D'Annunzios pjäs La figlia di Iorio i regi av Talli som därefter rangordnade henne först till roller som ung ogift kvinna. Det var i en sådan roll Borelli 1905 fick sitt stora genombrott i Victorien Sardous pjäs Fernanda.
Ungefär samtidigt som hennes filmkarriär startade började Borelli också uppträda på teaterscenerna i södra Italien. Hon spelade huvudrollen i Maurice Hennequins och Pierre Vebers ’’La Presidentessa’’ när den hade sin italienska premiär på Teatro Sannazaro i Neapel i februari 1913 och året därpå spelade hon på Teatro Valle i Rom mot Ugo Piperno som samma år också medverkade i hennes tredje film La donna nuda och senare i en av hennes sista teaterpjäser, Henri Bernsteins L'elevazione (1917).

### Stumfilmsstjärnan La Borelli
Lyda Borelli gjorde sin filmdebut i Mario Caserinis film Ma l'amor mio non muore (”Men min kärlek dör inte”) där hon spelade mot Mario Bonnard. Filmen, som slutar med den kvinnliga protagonistens död, blev en omedelbar publiksuccé och följdes av flera andra som fyllde biosalongerna. Under en filmkarriär som endast varade fem år medverkade Borelli i totalt 15 filmer, inklusive en krigspropagandafilm, La leggenda di Santa Barbara (1918), som också blev hennes sista.
Borellis skådespeleri karakteriserades av ett relativt långsamt rörelseschema som stundtals stannade upp helt för en kort stund i dramatiska höjdpunkter, ungefär som om hon poserade för ett fotografi. Hennes ambition var att finna ett maximalt fysiskt uttryck för inre känslor. Det är tydligt att hon därvid inte eftersträvade någon realism i sina rörelser som snarare måste betecknas som överdrivna även med stumfilmens måttstock. Hennes originella sätt att agera gav upphov till ett modeord, verbet ”borelleggiare”, som under den italienska stumfilmens era helt enkelt betydde ’agera som Lyda Borelli framför kameran’. Hennes främsta samtida konkurrenter om "titeln" som ledande filmdiva, Francesca Bertini och Pina Menichelli, hade ett helt annat sätt att spela och åtminstone Bertini hade ett betydligt bredare register i sitt agerande än Borelli.

### Privatlivet
Lyda Borellis karriär fick ett överraskande abrupt slut 1918 när hon gifte sig med den framgångsrike företagsledaren Vittorio Cini från Ferrara. Paret fick en son och tre döttrar. Borelli återvände aldrig till scenen men ägnade mycket tid åt olika sociala välgörenhetsprojekt. Efter sonen Giorgios död i en flygolycka i Cannes 1949 drog sig Borelli helt tillbaka från offentligheten och isolerade sig i hemmet.